# Шиншила звичайна
Шиншила звичайна (C. lanigera), інколи шиншила мала,шиншила довгохвоста або шиншила берегова — вид гризунів родини Шиншилові (Chinchillidae). Цей вид дуже рідкісний в дикій природі. Зустрічається лише на високогір'ях Анд в Чилі.
Шиншила звичайна — це активний гризун з пухнастим хвостом, довгими вусами (вібрисами), що допомагають орієнтуватися в темряві і шукати їжу, красивими виразними очима і довгим густим хутром (до 4 см завдовжки, з кожної волосяної цибулини виходить 60-70 пушинок). Тепла хутряна шубка оберігає звіряток від різких коливань температури і холоду.

## Поширення і середовище проживання
Анди в Південній Америці — головне житло шиншили. Селяться шиншили переважно на скелях, там, де для них є готові укриття — скельні розколини. У місцевості, де таких немає, шиншили риють нори. Оскільки гори - їх основне житло, то шиншили прекрасно пристосовані до цього способу життя. За допомогою добре розвинених органів чуття вони відмінно орієнтуються в горах в темний час доби — в пору прояву найбільшої активності, оскільки шиншили — нічні тварини. Цікава особливість скелета цих гризунів: він здатний стискатися вертикально, а тому шиншили без зусиль пролізають у вузькі простори між каменями. Проте про особливості життя шиншил на волі відомо не багато. Зоологи знають про цих гризунів по їх поведінці в штучно створених умовах.

## Опис
Усі зовнішні дані, якими наділена шиншили, служать для того, щоб забезпечити звірятку нормальне існування в природних умовах. Великі вуха-локатори ловлять щонайменші звуки, заздалегідь попереджаючи про наближення будь-якої небезпеки, вібриси замінюють зір — з їх допомогою шиншили дізнаються про навколишні предмети і навіть вимірюють відстані. У цих гризунів дуже розвинений мозочок, тому пересування по горах для них легке і просте заняття. Швидкість реакції шиншил компенсує слабкий і, до того ж, монокулярний зір. Проте шиншили наділені можливістю бачити в темряві. Розміри тулуба цих звіряток приблизно 20-40 см, вуха досягають 6 см, а вуса зростають і до 10 см. В середньому самці важать 369-493 г, а самки важать 379-450 г. Домашні тварини крупніші, ніж дикі і мають більший статевий диморфізм, з жіночою вагою до 800 г і самців до 600 г. Задні лапки у шиншил мають чотири пальці і зростають в два рази довше за передні лапи, на яких розташовані п'ять хапальних пальчиків. На волі шиншили живуть колоніями. Цікава особливість цих гризунів — їх спосіб митися. Шиншили приймають ванни з піску або вулканічного попелу. А щоб пісок не потрапив у вуха гризунів, їх вушні раковини забезпечені спеціальними перетинками, що запечатують вушка під час такого купання. Шерсть шиншил дуже м'яка і густа, досягає в довжину 4 см, причому з кожної волосяної цибулини росте 60-70 пушинок.

## Живлення
Живляться ці гризуни рослинами, які можна знайти в горах. Крім того, їжею їм служить мох і лишайники, різні кактуси і навіть деревна кора, а за сприятливих обставин вдається ловити і дрібних комах.

## Розмноження
Шиншила набуває здатності народжувати приблизно в піврічному віці. Кількість пологів — 2-3 рази в рік, а середню кількість потомства — 2-3, в окремих випадках — 5 малюків. Виношують потомство шиншили довго — до 3-3,5 місяців. Молодняк, що народився, вже через тиждень здатний самостійно живитися. У природі шиншили моногамні, тобто здатні створювати стабільну пару, проте при розведенні цей чинник практично не враховується. Буває, що селекціонери тримають шиншил колоніями, де на одного самця доводиться від 4 самиць. Її потомство, на відміну від багатьох інших гризунів, народжується опушене шерсттю, із зубками, що прорізаються, і зрячі.

## Розведення
Шиншил розводять не лише для задоволення, але і з цілком практичною метою — як джерело хутра, яке вважається сьогодні найбільш дорогим. І дійсно, у цих гризунів найщільніше хутро серед усіх інших хутряних тварин. Завдяки щільності, в шерстці шиншил навіть не заводяться паразити. А ще шиншили не люблять воду, оскільки їх хутро легко намокає через відсутність сальних і потових залоз. 